# Шапочка з фольги

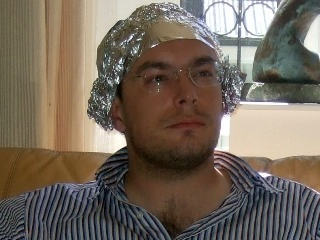

Шапочка з фольги — головний убір з металевої (зазвичай алюмінієвої) фольги начебто для захисту мозку і свідомості від шкідливих випромінювань і впливів. Буває одношаровою і багатошаровою. Носіння шапочки з фольги та рекомендації її носити для "захисту" стало популярним стереотипом параноїдальних розладів (манії переслідування) та теорії змови, фобій щодо електромагнітного випромінювання.

## Шапочка з фольги та параноя
Деякі люди вірять у здатність шапочок з фольги та інших подібних пристроїв зупиняти голоси в їх головах чи не давати урядовим організаціям, спецслужбам, інопланетянам, космічним променям, Ктулху  або всілякій нечисті керувати їх свідомістю. Ці люди вважають, що фольга відбиває сигнали управління (наприклад, від HAARP), передані через нечуттєве сприйняття або через мікрохвильовий слуховий ефект. Віру в ефективність шапочок з фольги іноді пов'язують з психічними захворюваннями, такими як параноїдна шизофренія.

## Наукове обґрунтування
Припущення про те, що фольга може значно зменшити інтенсивність впливу високочастотного випромінювання на мозок, не позбавлене наукового виправдання. Добре зроблений захист з фольги працює як клітка Фарадея, екрануючи радіовипромінювання. Шкільний експеримент демонструє даний факт — радіоприймач ставиться на фольгу і накривається металевим відром, що призводить до значного зниження сили сигналу. Ефективність такого укриття від випромінювання визначається товщиною стінок відповідно до глибини скін-шару (відстань, на яку може проникати випромінювання в недосконалому провіднику). Частота, що відповідає півміліметровому шару фольги, складає близько 20 кГц, тобто такий шар частково блокує і довгі, і середні, і ультракороткі хвилі, а пропускає тільки хвилі наддовгохвильового діапазону.
Ефективність шапочки з фольги для екранування радіовипромінювання сильно знижується через те, що вона закрита не повністю. Якщо просто заховати радіоприймач під відром (без провідного шару знизу), сигнал залишиться практично тієї ж сили. (Але тут потрібно враховувати, що приймачі мають систему автоматичного регулювання посилення — при зменшенні сигналу посилення тракту проміжної частоти збільшується, щоб слухач не відчував дискомфорту від зміни гучності звучання).
Дослідження, проведене аспірантами Массачусетського технологічного інституту, виявило здатність шапочки з фольги як послаблювати, так і посилювати випромінювання залежно від частоти, причому взаємне розташування джерела і людини в шапочці не грало істотної ролі.

## Практичне використання
Завдяки властивості алюмінієвої фольги відбивати інфрачервоне випромінювання, шапочки з фольги допомогли ізраїльським лікарям знизити теплове навантаження, що припадає на голову хірурга під час операцій, що проводяться недоношеним дітям, у яких не встановилася власна терморегуляція тіла і які потребують використання зовнішніх обігрівачів.

## У масовій культурі
1 квітня 2007 розробники гри World of Warcraft анонсували новий ігровий предмет — шапочку з фольги, яка повинна була приховувати статистику гравця із Збройової (онлайнова база даних гравців); пізніше було повідомлено, що це — першоквітневий жарт.
У серії книг ірландського письменника Йона Колфера «Артеміс Фаул» присутній персонаж, кентавр Жеребкінс, який постійно носить шапочку з фольги. Таким чином він намагається запобігти можливому читанню його думок невідомими науці променями, які нібито можуть винайти люди. Жеребкінс — класичний образ вченого-генія-параноїка.
У повнометражному фільмі «Футурама: В дикі зелені далі» Фрай носить шапочку з фольги, щоб не чути думок інших людей. У тому ж фільмі є секретне співтовариство, члени якого вміють читати думки. Всі члени цієї спільноти носять шапочки з фольги, щоб, як і Фрай, не читати думки інших людей, а також щоб їхні думки не міг прочитати Темний.
У художньому фільмі «Люди Ікс: Перший Клас» негативний головний герой, Себастьян Шоу, носить алюмінієвий шолом, щоб запобігти читанню своїх думок позитивним героєм, сильним телепатом Професором X. За словами Себастьяна, шолом йому дали росіяни, щоб протистояти екстрасенсорним здібностям і виключити зовнішній вплив на свою свідомість. У кінці фільму шолом запозичує мутант Магніто.
У 6 епізоді серіалу «Шукач» Волтер Шерман під час пошуків на болоті уламків американського військового супутника одягає на себе і свого помічника Лео Нокса шапочки з фольги, щоб не опинитися під впливом випромінювання, нібито застосовуваного з літака. Щоб довести Ноксу, що це реальна небезпека, він знімає шапочку і тут же падає, знепритомнівши.
У художньому фільмі «Знаки» хлопчик на ім'я Морган (син головного героя Грега Хесса) дізнається з уфологічної книги, що шапочка з фольги може врятувати від сканування мозку інопланетянами. Він виготовляє такі шапочки для себе і своєї молодшої сестри Бо. Його дядько Меррілл (брат головного героя), переконавшись у реальності інопланетної загрози, теж надягає захисну шапочку з фольги.
Часто використовується в масовій культурі для вираження зневажливого ставлення обивателя до незрозумілих процесів або явищ. Аналог американського виразу Snake Oil.